# 安娜·蒙特羅索·德·拉瓦列哈
安娜·米卡菈·蒙特羅索·德·拉瓦列哈（西班牙語：Ana Micaela Monterroso de Lavalleja，1791年9月3日—1858年3月28日）是一名烏拉圭革命家，胡安·安東尼奧·拉瓦列哈的妻子，她與拉瓦列哈一起旅行，並參與周遭世界的政治活動。無論拉瓦列哈是否在家中，蒙特羅索都會掌管家中的事務，並積極幫助抵抗葡萄牙人和弗魯克圖奧索·里維拉政府。她和拉瓦列哈共育有十個孩子，其中有些很早就夭折了。她與梅爾科拉·昆卡（Melchora Cuenca）和卡耶塔娜·雷吉薩蒙（Cayetana Leguizamón）代表了現代烏拉圭早期歷史中女性的參與。

## 生平
1791年9月3日，蒙特羅索在距蒙特維多的聖佩德羅佩德羅（San Pedro Pedro）幾米遠的現在的薩蘭迪街（Sarandí）上出生。她的父親馬科斯·荷西·達波塔（Marcos José da Porta）是來自西班牙加利西亞地區的移民，後來成為商人和市議員，致力於捍衛窮人的權益；她的母親胡安娜·保拉·貝穆德斯·阿蒂加斯（Juana Paula Bermúdez Artigas）是何塞·赫瓦西奥·阿蒂加斯的表妹，也是米格爾·巴雷羅（Miguel Barreiro）的秘書。她出生在烏拉圭和蒙特維多的變革時代，年輕時目睹了蒙特維多市政廳和蒙特維多大都會大教堂的興建，以及舊城牆的拆除。蒙特羅索的家族支持獨立運動。她有六個兄弟，其中一個是荷西·貝尼托·蒙特羅索，他將與阿蒂加斯密切合作。
1817年10月21日，蒙特羅索在烏拉圭佛羅里達村莊與當時仍在弗魯克圖奧索·里維拉上校麾下擔任師長的胡安·安東尼奧·拉瓦列哈結婚。由於拉瓦列哈當時正帶領部隊反抗葡萄牙人佔領東岸，因此他們是代理結婚。拉瓦列哈夫婦在薩爾托被卡洛斯·弗雷德里克·萊科領導的葡萄牙人俘虜，並被囚禁在里約熱內盧，直到戰爭結束。在此期間，蒙特羅索參與了當時的政治活動，傳遞和管理烏拉圭反抗葡萄牙人的信件。

## 紀念
2017年7月，蒙特維多市政廳歷史博物館館長羅莎娜·卡雷特（Rosana Carrete）首次舉辦展覽，專門介紹包括蒙特羅索在內的烏拉圭革命婦女。

## 引文
1. 1 2 3  . contenidoseducativosdigitales.edu.uy. Contenidos Educativos Digitales.   [17 November 2017] （西班牙语）.
2. 1 2  Di Cioco, Lucía. . El Observadora. 8 July 2017  [17 November 2017]. （原始内容存档于2017-11-17）.
3. ↑  Quijano 1997，第150頁.
4. 1 2  Fernández 1945，第726頁.